# Kazuhiro Ninomija
Kazuhiro Ninomija (* 28. listopadu 1946 Fukuoka, Japonsko) je bývalý japonský zápasník–judista, olympijský vítěz z roku 1976.

## Sportovní kariéra
Připravoval se na Tenrijské univerzitě. Jeho osobním trenérem byl Isao Okano. Později působil jako zaměstnanec fukuokské policie. V japonské seniorské reprezentaci se pohyboval od roku 1967 v polotěžké a těžké váze. Na těžkou váhu složitě nabíral svalovou hmotu a na polotěžkou váhu nebyl nikterak rychlý. Na svojí šanci v reprezentaci si musel počkat do pozdějšího věku. V roce 1976 si ve třiceti letech zajistil nominaci na olympijské hry v Montréalu v polotěžké váze, ve finále porazil Sověta Ramaze Charšiladzeho a získal zlatou olympijskou medaili. Sportovní kariéru ukončil v roce 1978. Pracoval jako instruktor u policie a později jako sportovní funkcionář.
Kazuhiro Ninomija byl levoruký na Japonce poměrně vytáhlý judista (192cm) judista s osobní technikou o-soto-gari.

## Výsledky

### Váhové kategorie
| Turnaj               | 1967                   | 1968                   | 1969                   | 1970                   | 1971                   | 1972       | 1973       | 1974       | 1975       | 1976      | 1977      | 1978      |
| Turnaj               | 21                     | 22                     | 23                     | 24                     | 25                     | 26         | 27         | 28         | 29         | 30        | 31        | 32        |
| Turnaj               | polotěžká / těžká váha | polotěžká / těžká váha | polotěžká / těžká váha | polotěžká / těžká váha | polotěžká / těžká váha | těžká váha | těžká váha | těžká váha | těžká váha | polotěžká | polotěžká | polotěžká |
| -------------------- | ---------------------- | ---------------------- | ---------------------- | ---------------------- | ---------------------- | ---------- | ---------- | ---------- | ---------- | --------- | --------- | --------- |
| Olympijské hry       |                        |                        |                        |                        |                        | —          |            |            |            | 1.        |           |           |
| Mistrovství světa    | —                      |                        | —                      |                        | —                      |            | —          |            | —          |           |           |           |
| Mistrovství Asie     |                        |                        |                        | 1.                     |                        |            |            | —          |            |           |           |           |
| Univerziáda          | 1.                     |                        |                        |                        |                        |            |            |            |            |           |           |           |
| Mistrovství Japonska |                        | ?                      | ?                      | 2.                     | 3.                     | 3.         |            | 2.         | 3.         | 1.        | 1.        | ?         |

### Bez rozdílu vah
| Turnaj               | 1967 | 1968 | 1969 | 1970 | 1971 | 1972 | 1973 | 1974 | 1975 | 1976 | 1977 | 1978 |
| Turnaj               | 21   | 22   | 23   | 24   | 25   | 26   | 27   | 28   | 29   | 30   | 31   | 32   |
| -------------------- | ---- | ---- | ---- | ---- | ---- | ---- | ---- | ---- | ---- | ---- | ---- | ---- |
| Olympijské hry       |      |      |      |      |      | —    |      |      |      | —    |      |      |
| Mistrovství světa    | —    |      | —    |      | —    |      | 1.   |      | 2.   |      |      |      |
| Mistrovství Asie     |      |      |      | —    |      |      |      | —    |      |      |      |      |
| Univerziáda          | —    |      |      |      |      |      |      |      |      |      |      |      |
| Mistrovství Japonska | ?    | ?    | ?    | ?    | 3.   | ?    | ?    | 2.   | ?    | ?    | 3.   | ?    |